# Jerzy Bitter
Jerzy Bitter (Jurek Bitter), né le 4 avril 1941 à Lviv et mort le 7 février 2020, est un peintre polono-américain, connu pour ses œuvres représentant les thèmes de l'Holocauste.

## Biographie
Jerzy Bitter est né le 4 avril 1941 à Lviv. Sa mère, Cecylia Bitter (1912-2005), née Hirschfeld, est née le 31 juillet 1912 à Przemyśl. Elle est économiste et technologue en nutrition. Son père, Marek Bitter (c. 1903–1965), dans la période d'après-guerre, est un activiste du Comité central des Juifs en Pologne, et meurt en 1965. La famille n'est pas religieuse et adhère aux idéaux communistes et socialistes,,.
Le 1er septembre 1939, à la suite de l'invasion allemande de la Pologne, la famille déménage à Lviv, occupée par les Allemands en 1941. La famille est déplacée au ghetto de Varsovie.
En 1942, Cecylia Bitter s'échappe avec Jerzy et le cache d'abord chez son ancienne enseignante, Maria Strasburger, puis chez Zofia Czerny du côté aryen de Varsovie,.
Après la guerre, la famille retourne à Varsovie. Jerzy étudie à l'École polytechnique de Varsovie, obtenant une maîtrise en chimie en 1965.
Vers 1965, il déménage à Israël pour commencer des études doctorales à l'Institut Weizmann des Sciences (1965-1967). Lorsqu'il a 25 ans, il est victime d'un tragique accident de moto à Israël, il ne peut plus continuer ses études en chimie; il oublie ses connaissances en chimie.
En 1968, il immigre aux États-Unis et commence des études d'art à la Ligue des étudiants d'art de New York et à l'Université de New York, obtenant une maîtrise en beaux-arts en 1975. Il peint avec une seule main. En 2019, il tombe dans son studio et se fait amputer la jambe à cause d'un caillot de sang. Il meurt début de la pandémie de COVID en 2020.

## Carrière artistique
Jerzy Bitter commence à peindre dans le cadre d'une thérapie après son accident. Il écrit :
« Après la guerre, dans une Varsovie dévastée, j'étais l'un des rares enfants juifs à avoir survécu à l'Holocauste et l'un des quelques enfants à avoir survécu au ghetto de Varsovie. Enfant, j'écoutais les gens sortis de leur cachette, des camps, prétendant être des gentils. Dans ma maison après la guerre, c'était comme si la guerre continuait. Les gens qui avaient survécu ne pouvaient pas arrêter de raconter leurs histoires. Je me souviens d'être assis sur le canapé tandis que la chère amie de mon père, qui avait survécu à Auschwitz, racontait son histoire. Elle avait la tête rasée. J'avais quatre ans à l'époque. Mon père avait une très grande bibliothèque de mémoires et de photos de l'Holocauste. Quand j'avais sept, huit et neuf ans, je me plongeais dans la lecture et l'observation de ces images. L'Holocauste semblait plus réel que le monde réel... il reste encore en moi un sentiment de perte. J'ai l'impression maintenant que j'ai recueilli la douleur pendant de nombreuses années, me préparant à devenir un peintre de la douleur. Je veux que le spectateur ressente les gens souffrir en tant qu'individus, et non en tant que masse. C'étaient mes grands-parents qui sont morts, mes cousins. Je veux que le spectateur imagine comment les enfants survivants de l'Holocauste se sentaient après avoir perdu tout le monde. »
Il laisse derrière lui un héritage d'environ 250 peintures, dont la plupart représentent le thème de l'Holocauste, incluant souvent sa fille, avec seulement quelques-unes représentant d'autres thèmes, dont plusieurs de son chien, Pinocchio. Il avait son studio au coin de la 52e rue et de la 10e avenue à New York.
En 2021, la Upstairs Gallery at Congregation Shomrei Emunah in Montclair organise une exposition rétrospective de ses peintures. Ses œuvres figurent dans les collections permanentes du United States Holocaust Memorial Museum (grâce à la fondation Henry et Rosa Segal) à Washington D.C., du Musée juif de New York, du Musée du combattant du ghetto à Haïfa, Israël, et du Art and Culture Center de Hollywood, Floride.
Bitter fait de nombreuses expositions personnelles tout au long de sa vie, notamment dans une galerie privée à Montclair, New Jersey en 2013, à la Fondation Kosciuszko à New York en 1995, et une exposition d'aquarelles et de gravures commémorant le soulèvement du ghetto en 1943 à Amsterdam, Pays-Bas en 1995. Ses œuvres sont également été exposées à la galerie de la Unitarian Universalist Fellowship of Huntington à Northport, NY en 1995, à l'ambassade de la République de Pologne à Washington DC en 1993, au ministère de la Culture et des Arts à Varsovie, Pologne en 1993, au Salon du Centre national des arts à Ottawa en 1993, au Centre communautaire juif de Pittsburgh, PA en 1992, et dans diverses autres galeries et institutions culturelles.
Il participe également à de nombreuses expositions collectives, notamment One-by-One, exposition multimédia à la bibliothèque publique de Carver en 1999, à la Hudson Guild Art Gallery à New York en 1993, au musée de l'Holocauste à Auschwitz en 1990, à l'Institut américain de la culture polonaise à Miami, FL en 1990, à la Cork Gallery au Lincoln Center à New York en 1989, et dans de nombreux autres lieux.

## Vie personnelle
Jerzy se marie pendant ses études à l'Université de New York et a une fille, Eva, en 1980. Il vit et travaille à New York.
Il écrit des mémoires. Avec sa mère, il écrit le livre Visions et histoires d'une enfance dans l'Holocauste.
Institution Smithsonian a une bande d'archive avec son interview.